# App Inventor
MIT App Inventor,  também conhecido como App Inventor for Android, é uma aplicação código aberto originalmente criada pela Google, e atualmente mantida pelo Massachusetts Institute of Technology (MIT).
Ele permite que os recém-chegados à programação de computador criem aplicativos de software para o sistema operacional Android. Ele usa uma interface gráfica, muito semelhante ao do zero e da interface do usuário StarLogo TNG, que permite aos usuários arrastar e soltar objetos visuais para criar um aplicativo que pode ser executado em dispositivos Android. Ao criar o App Inventor, o Google se valeu de pesquisas significativas prévia em informática educativa, bem como o trabalho feito dentro do Google em ambientes de desenvolvimento on-line.
A plataforma App Inventor ainda é muito instável e amadora, focada e desenvolver apenas aplicativos para pesquisas escolares, impossibilitando o desenvolvimento de qualquer aplicativo profissional.

## História
O Aplicativo foi disponibilizado através de solicitação em 12 de julho de 2010, e lançado publicamente em 15 de dezembro de 2010. o App Inventor Team foi liderado por Hal Abelson e Mark Friedman.
No segundo semestre de 2011, a Google lançou o código fonte, rescindiu o seu servidor e forneceu o financiamento para a criação do MIT Center for Mobile Learning liderados pelo criador do App Inventor Hal Abelson e colegas professores do MIT, Eric Klopfer e Mitchel Resnick a versão do MIT foi lançada em março de 2012
Em 6 de Dezembro de 2013, MIT App Inventor 2 foi lançado, renomeando a versão original como "App Inventor Classic".
As principais diferenças são:
- O Editor de Blocos na versão original funcionou em um processo java em separado, usando a biblioteca aberta "Blocks JAVA" para a criação de blocos visuais de linguagens de programação;

Open Blocks é distribuído pelo Scheller Teacher Education Program (STEP) e é derivado da pesquisa de mestrado tese por Ricarose Roque. Os professores Eric Klopfer e Daniel Wendel do programa Scheller apoiaram a distribuição de BLOCKS abertas no âmbito da licença MIT.